# Дубцы (Владимирская область)
Дубцы — деревня в России, в Меленковском районе Владимирской области, в составе Ляховского сельского поселения. Расположена в 2 км к северу от села Паново, стоящего на дороге Меленки — Ляхи.

## Описание
Деревня вытянута в линию направления восток-запад, протяженностью около полутора км. Через Дубцы проходит грунтовая дорога Адино — Паново. Это — единственный доступный путь в деревню (преимущественно через Паново). Протекающая внизу деревни речка впадает в Оку и называется Черничка. Одно из местных названий — Глыбочка. В настоящее время используется брод по дороге Адино — Паново. Глубина брода 0,3—0,4 м в летнее время при отсутствии частых дождей — в основном никто не испытывает трудностей, речка мелкая — проезжает любое авто. Для жителей организован мостик, который создает особый колорит.

окрестности

Ближе к восточной части деревни имелся магазин в одноэтажном кирпичном лабазе 19—20 веков постройки (здание сохранилось). Ныне ближайший магазин (2) в селе Паново. Автолавка, приезжает 1-2 раза в неделю. По необходимости доставляются газовые баллоны на обмен. Зимой регулярно чистится дорога. В ночное время организовано освещение. Нет проблем с доставкой дров. В Дубцах расположены две улицы, параллельные друг другу, от одного края деревни до другого. Названия их: Лукинка и Центральная. К западу на взгорке развалины одноэтажного кирпичного клуба, построенного в 1970-е годы (Центральная ул.). У самого западного конца деревни на горке в окружении сосен была школа и примерно там же по рассказам старожилов, деревянная церковь, ныне не сохранившаяся. Сохранился круг деревьев в низинке перед горкой. Именно там и был храм, по некоторым воспоминаниям, стоявший до 1950-х годов. За этой горкой располагается деревенское кладбище. К северо-западу от деревни, в 2 км в лесу находится источник воды, называемый Святым. К северо-западу от деревни, в 2 км в лесу находится источник воды, называемый Святым. Источник обустроен примерно в 2007 году.
Ближайшие населенные пункты (деревни): на востоке — Фурцево (3 км), на юге — Паново (1,5 км), на севере — Адино (3 км), на западе — Славцево (2 км).

## Климат
Умеренно континентальный. Имеются некоторые особенности: Жаркое и засушливое лето, более характерное для лесостепной зоны.
Ветряная погода также весьма характерна для тёплого времени года. Почвы песчаные и супесчаные. Глинистый склон к реке (также и подъём в гору) благодаря ветряной погоде просыхает после часового дождя (ливня) за полтора — два часа и пригоден для проезда обычных автомобилей.

## История
Домов в Дубцах насчитывается около 50 в настоящее время, в том числе и пустующих. Постоянных жителей (проживающих все 12 месяцев в году) в 2010 году насчитывалось 4—6 человек, остальные жители — периодически приезжающие, большей частью в летнее время из соседних областей. В 1970-е годы постоянное население составляло около 30—40 чел., домов насчитывалось более 70. До 1990-х годах жители деревни преимущественно работали в соседнем совхозе Чапаевский (с. Паново). Среди местного населения встречались старообрядцы (достоверно до 1980-х годов, в 19 веке — до половины жителей). Деревня относилась к приходу церкви Свт. Николая Чудотворца в селе Степаньково (в 5 верстах (км) от Дубцов к юго-востоку). По окладным книгам датируемым 1676 г., значится: дер. Дубцы — 31 двор крестьянский. В писцовых книгах 1629—1630 гг. сельцо Дубцы значится как приданная вотчина, владелец — Григорий Алябьев; в сельце был двор вотчинников, приказчиков и 15 дворов крестьянских.
Сведения из «Историко-статистического описания церквей и приходов Владимирской епархии» изд. г. Владимир, 1897 г.
Там же указано, что на 1890-е годы в Дубцах насчитывалось 50 крестьянских дворов. Таким образом, образование Дубцов (возможно) приходится на конец 16 — начало 17 века. В том же источнике упоминается село Домнино, о нём же запись в писцовых книгах Троицких вотчин Троице-Сергиевой лавры под 1593 гг. Само имя села упоминается в раздельной книге под 1574 г. Дубцы находятся в 5 верстах к югу от Домнино, и после передачи последнего во владение монастыря царем Феодором Ивановичем в 1588 г. ,вероятнее всего и было основано (первое упоминание датируется 1629 г., когда в Дубцах уже было 15 дворов и дом вотчинника).
источник: «Историко-статистическое описания церквей и приходов Владимирской епархии» изд. г. Владимир,1897 г.
В 1930-х годах в Дубцах жил священник о. Григорий (Неклюдов Григорий Иванович)родившийся в 1884 г. в деревне Федурино Нижегородской губернии. Арестован 27 октября 1937 г. Осуждён к расстрелу.
(из книги «Святыни земли меленковской» изд. Владимир, 2008 г.
В настоящее время силами старообрядцев Новозыбковского толка предпринята попытка купить дом бывшего священника (не уточняется, кого именно) для паломников. В 2015 г. это дело находится без последствий.

## Население
| 1859 | 1905 | 1926 | 2002 | 2010 | 2021 |
| ---- | ---- | ---- | ---- | ---- | ---- |
| 476  | ↗628 | ↗678 | ↘28  | ↘16  | ↗18  |

## Название
Название деревни, скорее всего, происходит от могучих, не менее чем 200—300-летних вязов, которые возвышались по всей деревне и составляли её запоминающийся силуэт, видный со стороны Паново. Вязы (дубцы) погибли в 1980-е годы от болезни, постепенно заразившей все деревья. Гибель деревьев происходила по направлению с ЮВ на СЗ в течение 3—4 лет.

Вид северо запада